# Erpetogomphus lampropeltis
Erpetogomphus lampropeltis är en trollsländeart. Erpetogomphus lampropeltis ingår i släktet Erpetogomphus och familjen flodtrollsländor. IUCN kategoriserar arten globalt som livskraftig.

## Underarter
Arten delas in i följande underarter:
- E. l. lampropeltis
- E. l. natrix